# Gare de Saillagouse
Gare de Saillagouse – stacja kolejowa w Saillagouse, w departamencie Pireneje Wschodnie, w regionie Oksytania, we Francji. Jest zarządzana przez SNCF (budynek dworca) i przez RFF (infrastruktura). 
Została otwarta w 1910 przez Compagnie des chemins de fer du Midi et du Canal latéral à la Garonne. Jest obsługiwana przez pociągi TER Languedoc-Roussillon.

## Położenie
Stacja znajduje się na Ligne de Cerdagne, w km 44,670, na wysokości 1302 m n.p.m., pomiędzy stacjami Estavar i Err. 

## Linie kolejowe
- Ligne de Cerdagne